# Funastrum bilobum
Funastrum bilobum är en oleanderväxtart som först beskrevs av William Jackson Hooker och Arn., och fick sitt nu gällande namn av Macbride. Funastrum bilobum ingår i släktet Funastrum och familjen oleanderväxter. Inga underarter finns listade i Catalogue of Life.